# 平戸町 (横浜市)
平戸町（ひらどちょう）は、横浜市戸塚区の町名。丁番を持たない単独町名である。住居表示未実施。

## 地理
横浜市戸塚区北東部に位置し、面積は1,050m²。東は南区、南は港南区に接する。北東から南西に国道1号、南北に環状2号が通り、町内の平戸立体で交差している。平戸立体近くの南東部には、第一屋製パン横浜工場、島忠、NTT東日本平戸、Golf5などがある。国道1号線にほぼ沿って準用河川である平戸川が流れており第一屋製パン工場裏手あたりで平戸永谷川と合流する。町内の北東部には神奈川県営平戸団地がある。

### 字名
| - 鍛治屋田 - 平戸下 - 平戸台 - 会下根 - 田中 - 角田 - 糠ケ谷 - 本林 - 坂下 - 新林 | - 雑木山 - 太楽谷 - 筈井庄下 - 桑ノ谷 - 筈井庄谷 - 浄泉谷 - 壱町田 - 三谷下 - 眞々林 - 飛地 |

### 地価
住宅地の地価は、2025年（令和7年）1月1日の公示地価によれば、平戸町字桑の谷1097番123の地点で17万3000円/m²、平戸町字会下根484番53の地点で19万8000円/m²となっている。

## 歴史
かつての鎌倉郡平戸村で、1889年（明治22年）に上柏尾・下柏尾・前山田・後山田・品濃・舞岡の各村および永谷村の飛地と合併、鎌倉郡川上村大字平戸となる。1939年（昭和14年）4月1日に横浜市に編入され、戸塚区平戸町となった。1982年（昭和57年）7月19日に北東部で住居表示を実施、平戸一丁目～平戸五丁目を新設。残る部分が現在の平戸町となる。

### 沿革
地名は、「土地の開けたところ」を意味する。

## 世帯数と人口
2025年（令和7年）6月30日現在（横浜市発表）の世帯数と人口は以下の通りである。
| 町丁   | 世帯数    | 人口    |
| ------ | --------- | ------- |
| 平戸町 | 4,625世帯 | 9,613人 |

### 人口の変遷
国勢調査による人口の推移。
| 年                 | 人口   |
| ------------------ | ------ |
| 1995年（平成7年）  | 9,636  |
| 2000年（平成12年） | 9,985  |
| 2005年（平成17年） | 10,080 |
| 2010年（平成22年） | 9,862  |
| 2015年（平成27年） | 9,316  |
| 2020年（令和2年）  | 9,571  |

### 世帯数の変遷
国勢調査による世帯数の推移。
| 年                 | 世帯数 |
| ------------------ | ------ |
| 1995年（平成7年）  | 3,259  |
| 2000年（平成12年） | 3,602  |
| 2005年（平成17年） | 3,861  |
| 2010年（平成22年） | 3,990  |
| 2015年（平成27年） | 3,858  |
| 2020年（令和2年）  | 4,207  |

## 学区
市立小・中学校に通う場合、学区は以下の通りとなる（2024年11月時点）。
| 番地 | 小学校               | 中学校             |
| --- | -------------------- | ------------------ |
| 1〜39番地、52〜53番地 56〜79番地、81〜86番地 169〜315番地、452〜1005番地 1012番地(国道1号以北) 1013番地(国道1号以北) 1017〜1019番地、1280〜1286番地 1300〜1302番地、2229〜2246番地 5405〜5423番地                                       | 横浜市立平戸小学校   | 横浜市立平戸中学校 |
| 40〜51番地、54〜55番地 80番地、87〜168番地 316〜451番地、1006〜1011番地 1012番地（国道1号以南） 1013番地（国道1号以南） 1014〜1016番地、1020〜1279番地 1287番地、1289〜1299番地 2227〜2228番地、2258番地 5373〜5394番地、5424〜5459番地 | 横浜市立平戸台小学校 | 横浜市立平戸中学校 |

## 事業所
2021年（令和3年）現在の経済センサス調査による事業所数と従業員数は以下の通りである。
| 町丁   | 事業所数  | 従業員数 |
| ------ | --------- | -------- |
| 平戸町 | 144事業所 | 1,922人  |

### 事業者数の変遷
経済センサスによる事業所数の推移。
| 年                 | 事業者数 |
| ------------------ | -------- |
| 2016年（平成28年） | 143      |
| 2021年（令和3年）  | 144      |

### 従業員数の変遷
経済センサスによる従業員数の推移。
| 年                 | 従業員数 |
| ------------------ | -------- |
| 2016年（平成28年） | 1,851    |
| 2021年（令和3年）  | 1,922    |

## 施設
- 横浜市立平戸中学校
- 横浜市立平戸小学校
- 横浜市立平戸台小学校
- 川上公園
- 東福寺
- 光安寺
- 平戸白旗神社

## その他

### 日本郵便
- 郵便番号 : 244-0803[3]（集配局：戸塚郵便局[18]）

### 警察
町内の警察の管轄区域は以下の通りである。
| 町名   | 街区 | 警察署     | 交番     |
| ------ | ---- | ---------- | -------- |
| 平戸町 | 全域 | 戸塚警察署 | 平戸交番 |

## 参考資料
- 『県別マップル 神奈川県広域・詳細道路地図』2006年4刷 昭文社 ISBN 9784398626998
- “横浜市町区域要覧” (PDF).   横浜市市民局 (2016年6月). 2023年6月6日閲覧。